# Tenterden (ort i Australien)
Tenterden är en ort i Australien. Den ligger i kommunen Cranbrook och delstaten Western Australia, omkring 310 kilometer sydost om delstatshuvudstaden Perth.
Trakten runt Tenterden är nära nog obefolkad, med mindre än två invånare per kvadratkilometer.. Närmaste större samhälle är Kendenup, omkring 15 kilometer sydost om Tenterden. 
Trakten runt Tenterden består till största delen av jordbruksmark. Genomsnittlig årsnederbörd är 667 millimeter. Den regnigaste månaden är september, med i genomsnitt 114 mm nederbörd, och den torraste är februari, med 10 mm nederbörd.